# Kujiberotha
Kujiberotha – wymarły rodzaj sieciarek z rodziny Rhachiberothidae i podrodziny Paraberothinae. Jego jedynym znanym gatunkiem jest Kujiberotha teruyukii. Żył w santonie na terenach współczesnej Japonii.

## Taksonomia

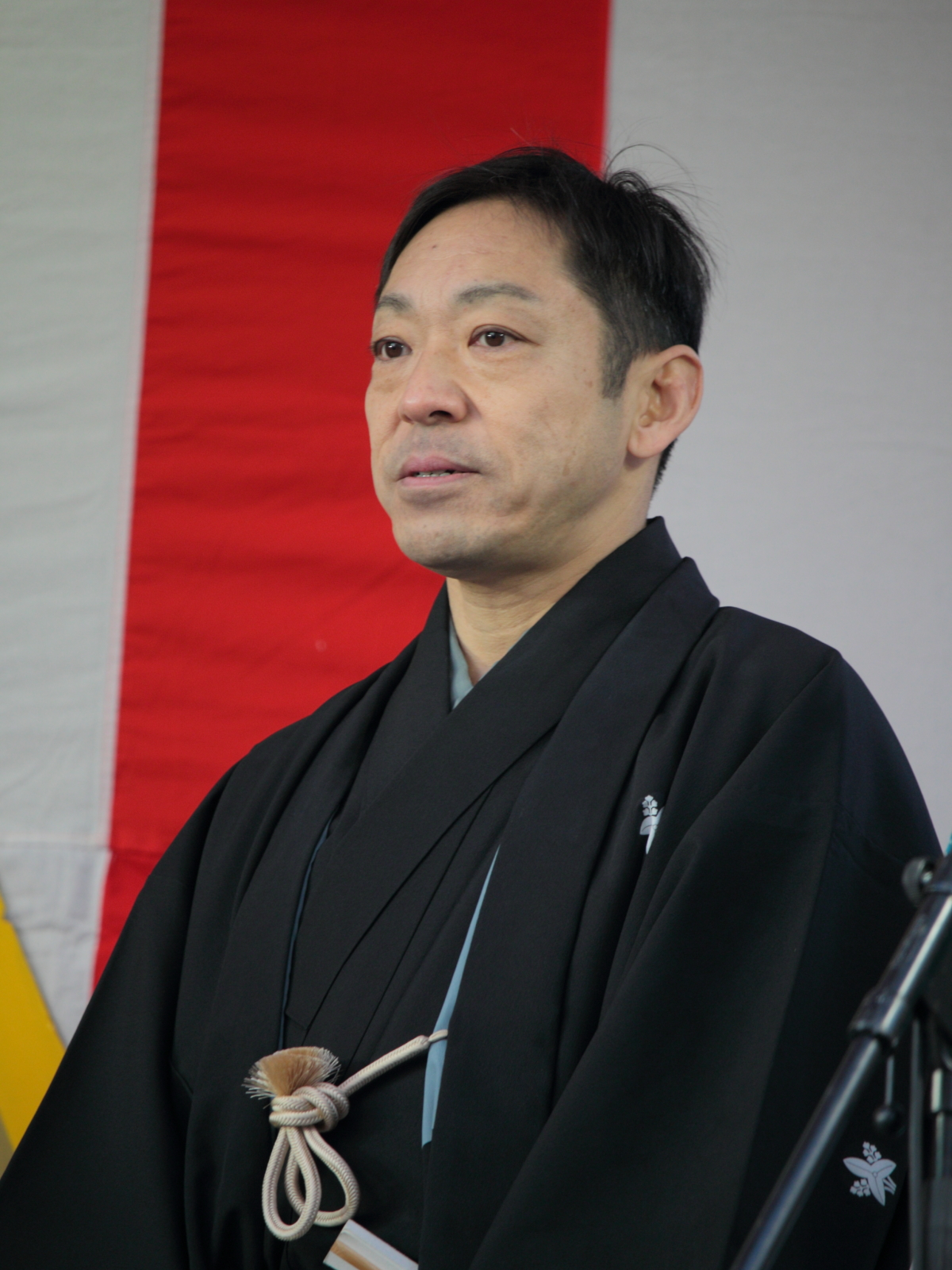
Teruyuki Kagawa, na którego cześć nazwano owada

Rodzaj i jego gatunek typowy opisali po raz pierwszy Hiroshi Nakamine i Shuhei Yamamoto w 2018 roku na łamach ZooKeys. Opisu dokonano na podstawie inkluzji pojedynczego, niekompletnego okazu w bursztynie, odnalezionym w Kokujicho, w mieście Kuji na terenie japońskiej prefektury Iwate. Skamieniałość znaleziono w formacji Tamagawa i datowana jest na santon w górnej kredzie. Holotyp zdeponowano w Kuji Kohaku Museum.
Nazwa rodzajowa to połączenia nazwy miasta w którym leży miejsce typowe z nazwą rodzaju Berotha. Epitet gatunkowy nadano na cześć Teruyuki Kagawy, aktora teatru Kabuki, który w młodości interesował się owadami.

## Morfologia
Owad ten wyróżniał się na tle przedstawicieli podrodziny czułkami o biczyku złożonym z ponad 50 członów, podczas gdy u pokrewnych rodzajów liczba członów biczyka nie przekracza 32. Poszczególne człony porastały delikatne szczecinki. Wydłużone przedplecze osiągało około 1,1 mm długości. Użyłkowanie skrzydeł porośnięte było gęsto rozmieszczonymi szczecinkami. Przednia para odnóży była zmodyfikowana do pełnienia funkcji chwytnej. Przednie biodra była silnie wydłużone, osiągając co najmniej 1,7 mm długości. Kształt przedniego krętarza był wydłużony i lekko zakrzywiony. Przednie uda osiągały około 1,9 mm długości, a ich krawędź brzuszna uzbrojona była w kilka długich kolców oraz liczne kolce krótkie. Mocno wysmuklone przednie golenie osiągały około 1,7 mm długości i miały oskórek porośnięty gęstymi, delikatnymi szczecinkami, na krawędzi grzbietowej o długościach zwiększających się w kierunku odsiebnym. Brzuszna krawędź przedniej goleni uzbrojona była w sześć zakrzywionych w kierunku odsiebnym kolców. Nasadowy człon przedniej stopy (probasitarsus) miał długi i zakrzywiony kolec w części odsiebnej oraz dziewięć drobnych, kolcopodobnych szczecinek na listewce zewnętrzno-brzusznej.

## Paleoekologia
Formacja Tamagawa jest najniższą formacją wchodzącą w skład Grupy Kuji. W jej osadach znaleziono megaspory należące do salwiniowców z rodzaju Molaspora oraz widłaków z rodzajów Erlansonisporites, Verrutriletes, Bacutriletes i Trileites. Z pochodzących z niej bursztynów znane są setki inkluzji owadów, jednak większość z nich pozostaje nieopisana. W formacji tej znaleziono również skamieniałe szczątki żółwi z rodzin Adocidae, żółwiakowatych, Nanhsiungchelidae i Lindholmemydidae, a także krokodylomorfów, pterozaurów, teropodów, zauropodów i dinozaurów ptasiomiednicznych.